# 科比纳·阿尔库·科尔萨赫
科比纳·阿尔库·科尔萨赫爵士，JSC（1894年4月3日—1967年1月25日）是加纳首任首席大法官（1956年上任时為末任英屬黃金海岸首席大法官），其首席大法官職務於1963年12月被总统克瓦米·恩克鲁玛違憲解除。
在出任首席大法官前，科尔萨赫曾擔任黃金海岸立法局議員。在出任末任黃金海岸首席大法官時，科尔萨赫曾因加納總督一職出缺而依照《1931年西敏法規》兼任代理總督職務的加纳自治领行政官。

## 經歷
科尔萨赫生於盐池，曾就读姆凡齐皮姆学校、弗拉灣學院（1915年获得学士学位）、杜伦大学與倫敦大學（1919年获得法学学士学位）。
科尔萨赫在1927年黃金海岸大選中赢得了海岸角的議席。他是当时立法局的9名非洲人代表之一。他在1931年和1935年的大选中成功連任同一席位。
1942年，那那奧福里·阿特塔爵士與科尔萨赫成为首批被时任黄金海岸总督艾伦·伯恩斯爵士任命为立法局行政會（Executive Council of the Legislative Council）成员的两位加纳人。
科尔萨赫於1956年成為末任英屬黃金海岸首席大法官，並隨著英屬黃金海岸於1957年成為加纳自治领而過渡成為首任加納首席大法官。在加納成為自治領當年，科尔萨赫因加納總督一職出缺而一度於5月14日至11月13日期間依照《1931年西敏法規》的規定兼任加纳自治领行政官，並代理總督職務。
科尔萨赫是1959年加纳文理学院的20位创始成员之一。
在1962年8月1日加納总统克瓦米·恩克鲁玛於库伦古古遇襲後，科尔萨赫主持了該案五名被告的审判，而由於其中三名被告被判無罪，科尔萨赫的判決引起恩克鲁玛政府的不满。1963年12月，恩克鲁玛违宪解除科尔萨赫的首席大法官职务。

## 個人生活
科尔萨赫与凯特·埃塞尔·阿曼努亚·班纳曼-海德（Kate Ethel Amanuah Bannerman-Hyde）结為夫婦。二人之間有五个子女，分别為：戴安娜（Diana，1924年生）、伊万杰琳·梅布尔（Evangeline Mabel，1926年—2013年）、罗杰·奎库·安多（Roger Kweku Andoh，1927年—2017年）、安妮·芭芭拉·贾努阿（Annie Barbara Gyaanuah，1931年生）與凯特·埃塞尔·埃西·阿曼努亚（Kate Ethel Esi Amanuah，1935年—2013年）。科尔萨赫的唯一一個兒子罗杰曾是加纳高等法院法官，此後移居辛巴威，成为津巴布韋最高法院法官，於2017年2月逝世。